# NGC 3584
NGC 3584 ist ein Emissionsnebel im Sternbild Kiel des Schiffs.
Das Objekt wurde am 16. März 1834 von dem britischen Astronomen John Herschel entdeckt.